# Kostel svatého Petra a Pavla (Bobrová)
Kostel svatých Petra a Pavla v městysu Bobrová je původně středověký kostel přestavěný barokně v 18. století pravděpodobně Janem Blažejem Santinim-Aichelem. Jednolodní kostel má díky této přestavbě nezvykle obrácenou orientaci – presbytář směřuje k západu. Je chráněn jako kulturní památka České republiky.

## Historie
Na počátku 18. st. místní farní kostel sv. Petra a Pavla, jehož stavební vývoj můžeme vysledovat až do doby románské, nevyhovoval požadavkům na funkční provoz. Farnost v Horní Bobrové spadá pod cisterciácký klášter ve Žďáru nad Sázavou, jehož tehdejším opatem byl Václav Vejmluva, který hojně využíval služeb Jana Blažeje Santiniho. Přestože ale nejsou dochovány žádné písemné zprávy o Santiniho vztahu ke stavbě v Horní Bobrové, je pravděpodobné, že byl projekt na přestavbu zadán právě Santinimu. Autorství projektu mu bylo přiřčeno na základě pečlivého uměleckohistorického rozboru, jenž se opírá zejména o formální analýzu stavebních prvků kostela sv. Petra a Pavla a staveb na Žďársku, které jsou bezpečně Santiniho dílem. 
Projekt stavební akce se datuje k roku 1714, vysvěcení kostela poté proběhlo 5. října 1722 za účasti olomouckého světícího biskupa Františka Julia hraběte Braida. Je ale pravděpodobné, že stavba byla hotova už během tří let a svěcení proběhlo dodatečně později.
V roce 1770 byla postavena poblíž kostela jednopatrová budova fary s mansardovou střechou, patrně podle Santiniho projektu. Architektonicky hodnotná stavba je rovněž památkově chráněna.
Roku 1778 byla na severní straně přistavěna kaple Svatého hrobu a upraveno zvonicové patro věže. Na místě pravděpodobné dřevěné kruchty byla roku 1814 přistavěna nová hudební kruchta. V roce 1998 na ní byly instalovány nové varhany, které nahradily sto let starý nástroj, poškozený červotočem.

## Popis

### Exteriér
Původní středověký kostel sestával z podélného jednolodí, se západní představenou věží a se dvěma věžemi při východním kněžišti. Budova kostela byla situována na vyvýšeném konci náměstí podél hlavní osy vesnice a tvořila tudíž určitou dominantu Horní Bobrové. Santini k projektu přistoupil tak, že razantně proměnil celkovou dispozici kostela. K východnímu průčelí starší stavby, poté co kněžiště bylo odstraněno, připojil rozměrný halový prostor. Nové východní průčelí, které je exponováno do prostoru náměstí, je zdůrazněno konkávně vydutým rizalitem, jehož bosovaná nároží jsou natočena nakoso. V ose rizalitu je umístěno jedno z oken se sedlovými záklenky, která by měla evokovat gotickou minulost kostela. V horní části rizalitu, římsou odděleném, se nachází nika se sochou Ježíše a symboly sv. Petra a Pavla (meč překřížený klíči). Střecha nad kostelem je mansardová, věž nad nižším přístavkem valbová, věž je zakončena cibulovou bání s lucernou. 

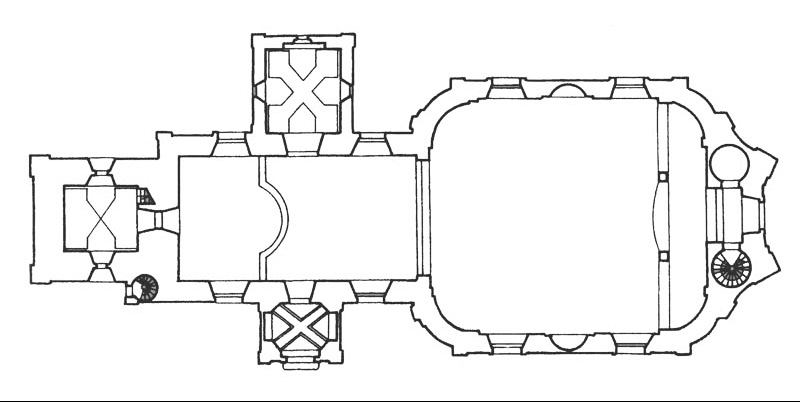
půdorys kostela

Obdélný půdorys přístavby je zjemněn konvexně pojatými nárožími, která jsou ústupkově vtlačena do hmoty budovy. Ve východním průčelí vytváří kombinace konvexní plochy nároží a konkávního zakřivení rizalitu plynule zvlněnou linii zdiva, která se v nejužším bodě ostře lomí, čímž je dosaženo dynamického, ale zároveň i mimořádně harmonického, dojmu. V interiéru se tato přístavba projevila ve změně orientace presbytáře, který se nyní ocitá v západní části kostela. Hlavní vchod do kostela, doposavad řešený skrze jižní předsíň, byl logicky nově koncipován ve východním průčelí. Tento architektonický zásah umožnil, na poměry vesnického kostela, vytvořit působivé průčelí, k němuž se soustřeďuje veškerá pozornost okolního prostoru.

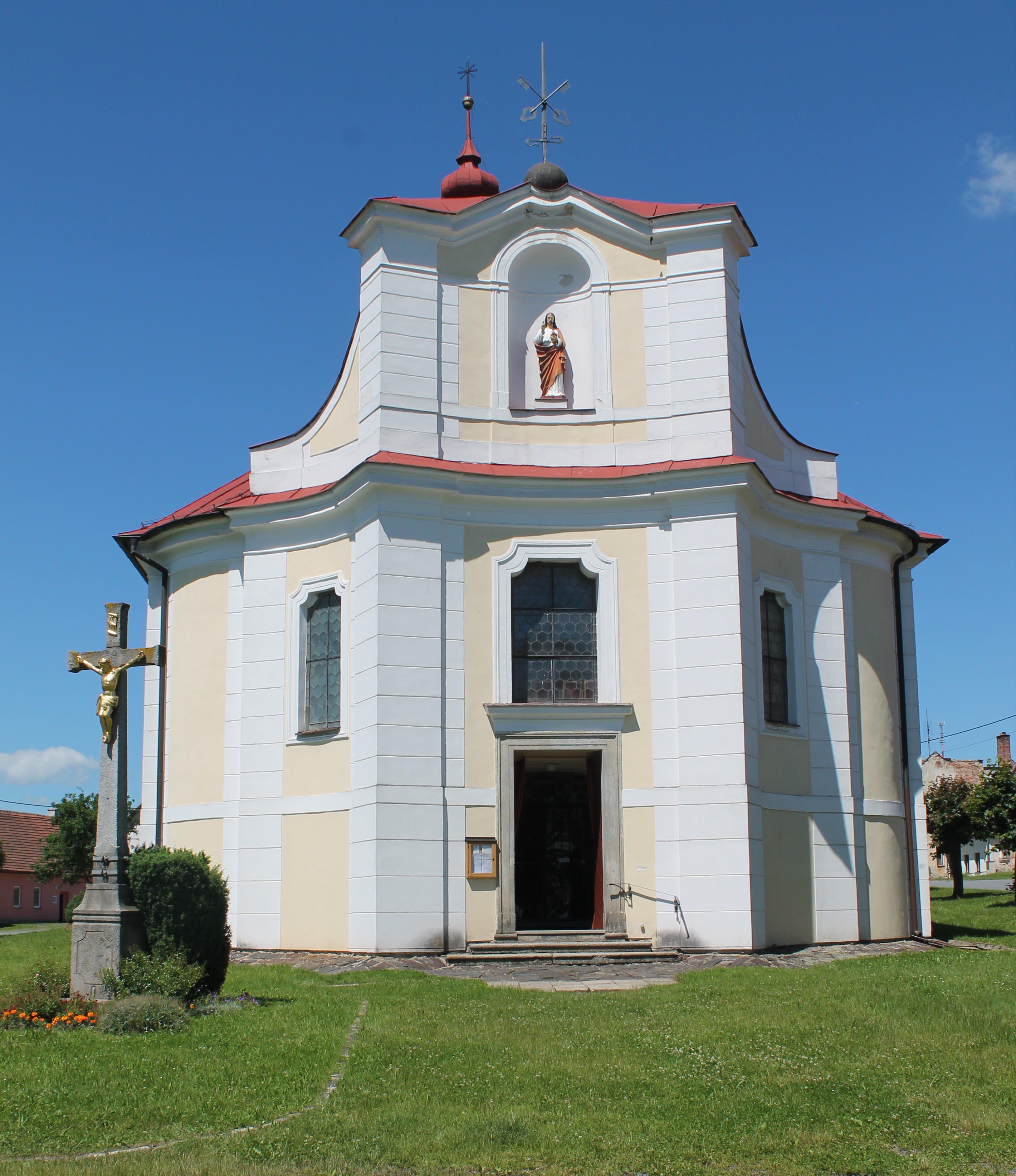
Východní vstupní průčelí kostela

Santiniho přístavba nese v exteriéru architektonické znaky, profilace kordonové římsy a rustika nárožních lizén, které můžeme nalézt na o pár let starší kapli Jména Panny Marie v Mladoticích. Zejména tvarování římsy s využitím fabionu, který umožňuje plynulý přechod ze svislé do vodorovné plochy, odpovídá Santiniho rukopisu. Obdobnou římsu můžeme najít na Santiniho kostele sv. Václava v sousední Zvoli. Téma hlavní římsy stavby poté dokazuje, s jakým mistrovstvím dokázal Santini modelovat světelné účinky prostřednictvím architektonických článků a zároveň je jedním z dokladů dobré znalosti nejen díla Jana Baptisty Matheye, ale i v Praze činného Marcantonia Canavalle a římské architektury Francesca Borrominiho. Ten používá římsu s fabionem kupříkladu na průčelí kostela San Carlo alle Quattro Fontane.
Římská barokní architektura se v kostele sv. Petra a Pavla reflektuje nejen architektonickými detaily. Zejména samotné hlavní průčelí kostela by mohlo odkazovat opět na tvorbu italského architekta Francesca Borrominiho, jako na jeden ze Santiniho inspiračních zdrojů. A to na římské stavby Santa Maria dei Sette, Oratorio dei Filippini ale i Sant'Ivo alla Sapienza. V nich se projevuje Borrominiho osobitý dynamický princip, který se v komornějším měřítku odráží i na bobrovském kostele. Časově příbuzným Santiniho projektem, který dokládá zájem architekta o křivkovitě podané řešení průčelí, je zámecký kostel v Rychnově nad Kněžnou. Zde se ale jedná o monumentální zakázku s finančním zázemím vysoké aristokracie. Kostel v Horní Bobrové je, i přes své skromnější pojetí, důstojným reprezentantem architektonické invence Jana Blažeje Santiniho.

### Interiér

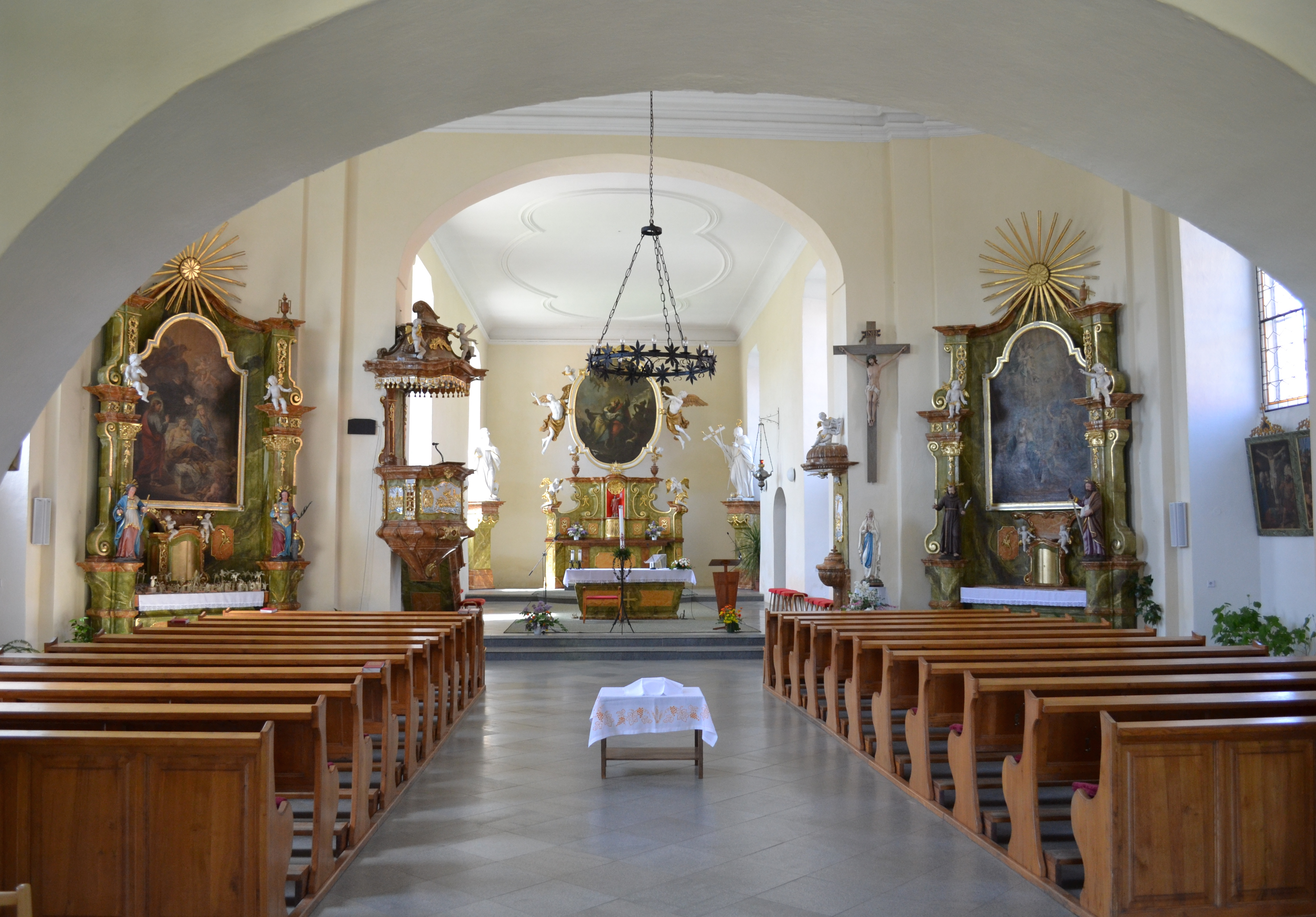
Pohled do lodi a kněžiště

Vnitřní výzdoba se nese v střídmém, jednoduchém duchu, který se přísluší k vesnickému typu barokního kostela. Hladké stěny presbytáře jsou oproštěny od jakékoli štukového dekoru. Jen přechod mezi zdmi a plochým stropem je odlišen profilovanou římsou s volutou. Hluboké okenní niky jsou protaženy až k podlaze, čímž jednolité stěny získávají tektonickou rytmiku, a výrazněji propouštějí množství světla do interiéru.
„Hloubkově obdélný sál lodi má konkávně zaoblené kouty, zesílené dvakrát odstíněnými, plochými příložkami. Boční stěny mezi kouty jsou děleny na dvě okenní pole a je oddělující střední plochu, probranou velkou nikou. Tento střední díl není pilířově vystouplý, nýbrž ustupující, propadlý, zcela v protikladu k běžnému očekávání. Toto atypické řešení ovšem vnáší do hloubkové dispozice lodi náznak centrality, jíž podtrhuje i čtyřlistá forma velkého zrcadla fabionového stropu, složená střídáním konvexních a konkávních křivek štukového profilu a orientovaná na diagonály a konkávní kouty prostoru. Vytvoření architektonicky pointovaného, obsažného a poutavého efektu, a to mimořádně jednoduchými prostředky, je dokladem subtilnosti i suverenity Santiniho představivosti.“
Vybavení interiéru pochází až z 80. a 90. let 18. st. Hlavní oltář pocházející z roku 1786 nese světce spjaté s cisterciáckým řádem, a to sv. Bernarda a sv. Benedikta. Oltářní obraz s námětem Loučení sv. Petra a Pavla namaloval roku 1788 Josef Winterhalder. Boční oltáře Panny Marie a sv. Josefa zdobí obrazy od brněnského malíře Ignáce Weidlicha z roku 1794. 
Ve věži visí dva zvony: velký gotický od Ondřeje Ptáčka z Kutné Hory (datovaný 1490) a menší renezanční od Klementa Stechera z roku 1555.